# Monastère de Cimiez
«  Église Notre-Dame-de-l'Assomption de Nice » redirige ici. Ne pas confondre avec Basilique Notre-Dame-de-l'Assomption de Nice.
Le monastère de Cimiez est un monastère franciscain situé sur la colline de Cimiez à Nice et construit sur la base de la chapelle Notre-Dame de Cimiez bâtie par les  moines bénédictins de l'abbaye Saint-Pons dont il est fait pour la première fois mention en 1010. En 1546, celle-ci cède la chapelle aux frères mineurs de l'Observance qui par la suite l'agrandissent et la transforment.
L'ensemble monastique actuel de Cimiez rassemble l'église Notre-Dame-de-l'Assomption (XVe siècle) et le musée franciscain qui retrace la vie franciscaine à Nice depuis le XIIIe siècle.

## Histoire

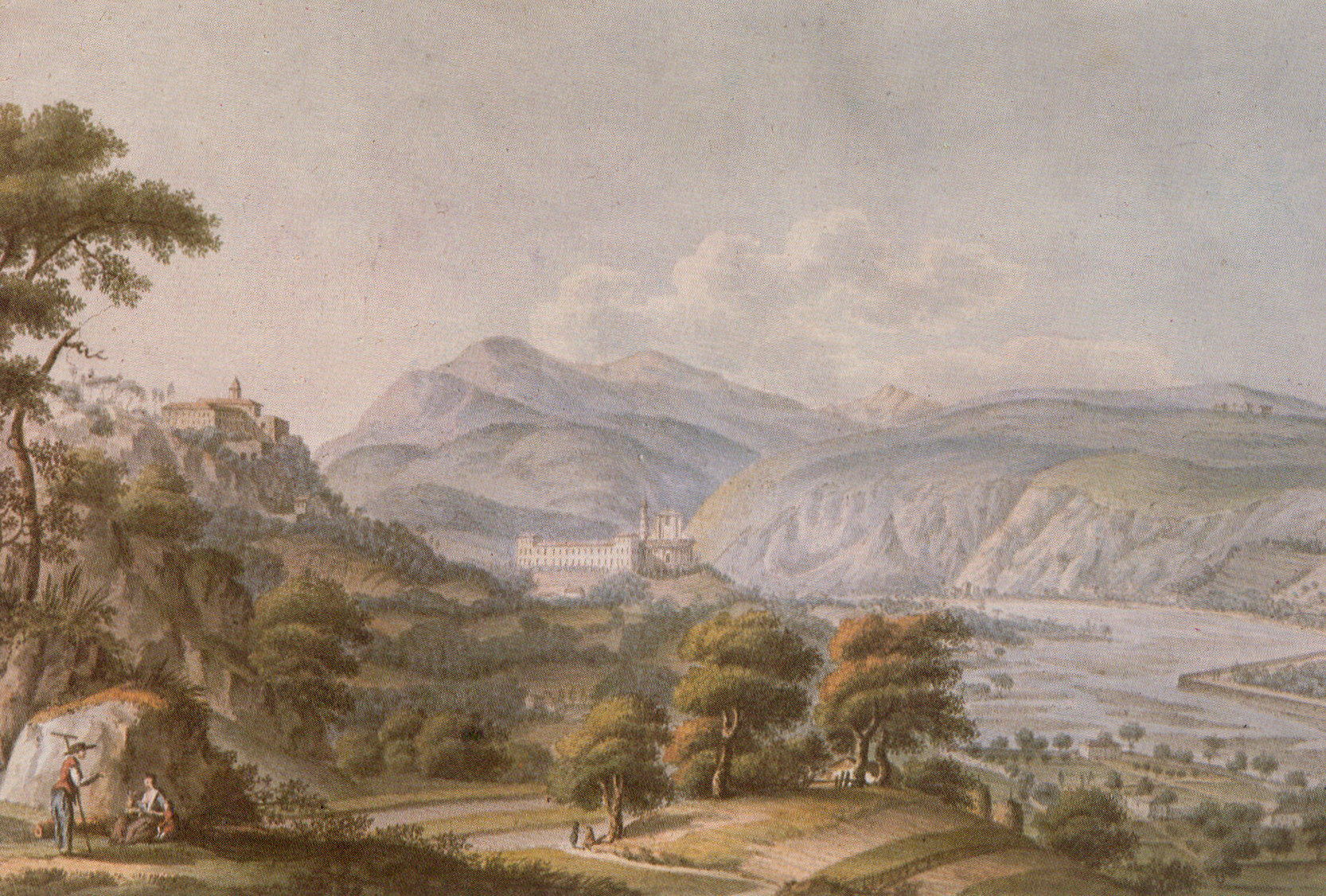
La vallée du Paillon en 1782, avec l'abbaye bénédictine de Saint-Pons et le monastère franciscain de Cimiez.

Le plus célèbre des franciscains de Nice est le frère Marc qui devint le « fray Marcos de Niza » et donna, dit-on, le nom du fondateur de son ordre au site de la future ville de San Francisco (Californie).
À l'origine se trouve la chapelle Notre-Dame de Cimiez bâtie par les moines bénédictins de l'abbaye Saint-Pons. Cette chapelle est mentionnée dans une charte de l'abbaye Saint-Pons du 30 décembre 1010. Le 15 novembre 1546, celle-ci cède la chapelle et les terrains avoisinants aux frères mineurs de l'Observance qui ne disposent plus de couvent depuis le siège de Nice de 1543. Les franciscains font évoluer l'ensemble architectural au fil des siècles.
Autrefois périodiquement toutes les confréries de pénitents de Nice rejoignaient en procession le monastère de Cimiez en traversant les arènes depuis la chapelle Ste Anne.
Les franciscains de Cimiez sont aussi les responsables de la paroisse Sainte-Marie-des-Anges à Nice (Cimiez et Vallon des Fleurs pour Nice, ainsi que la commune voisine de Falicon). Aujourd'hui, c'est une fraternité de quatre frères venant d'Assise (Italie) qui assure le service à la paroisse Sainte-Marie-des-Anges.
L'ensemble du monastère est classé au titre des monuments historiques par arrêté du 4 juin 1993. Le sol de l'ancien jardin et du cimetière sont classés par arrêté du 19 mai 1994.

## L'église
Dans l'église Notre-Dame de l'Assomption, on peut admirer trois tableaux majeurs du primitif niçois Louis Bréa : une Pietà, la Crucifixion, et la Déposition, qui correspondent à 40 ans de l'activité de l'artiste.

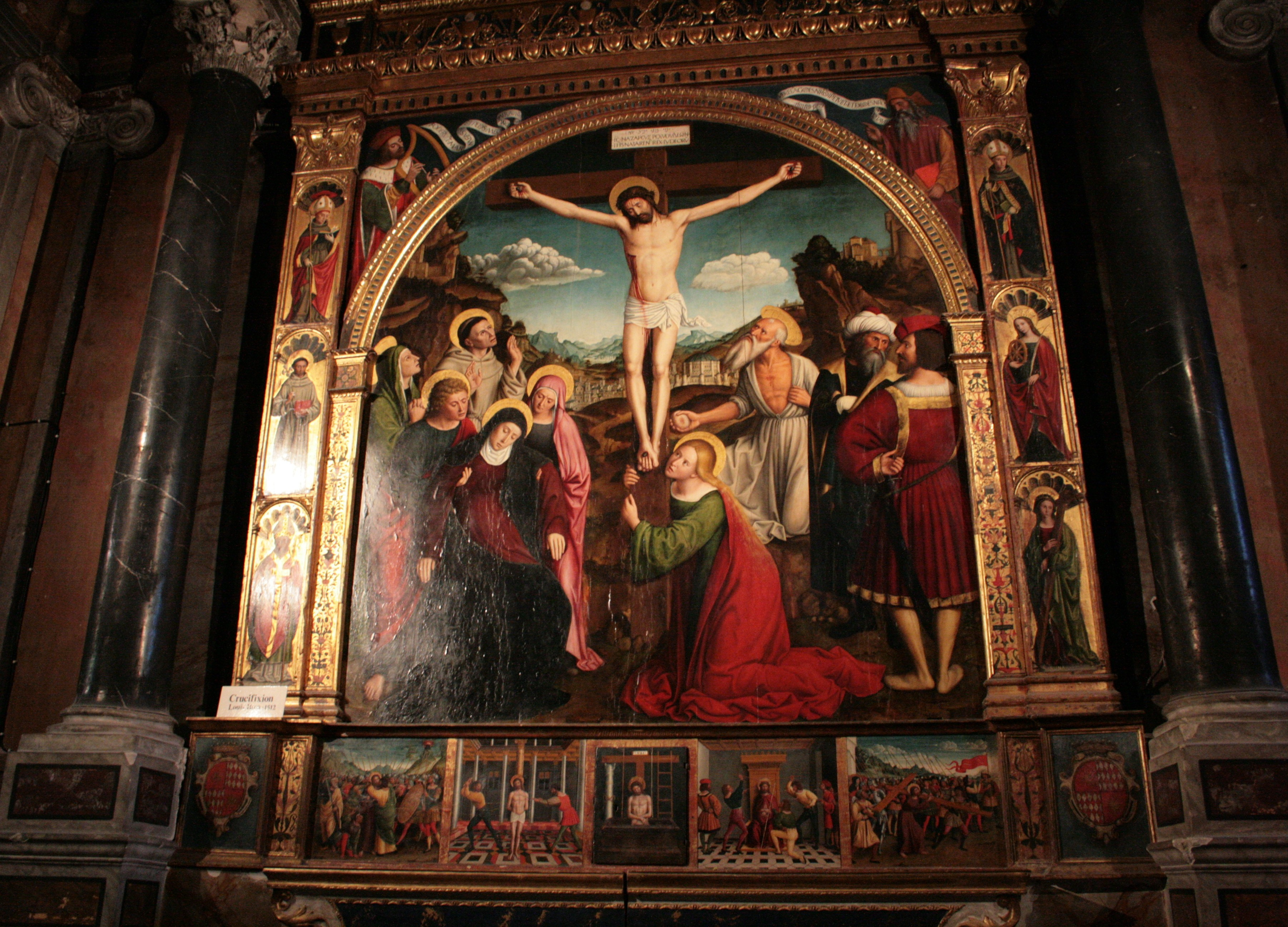
La Crucifixion de  Louis Brea, vers 1512.
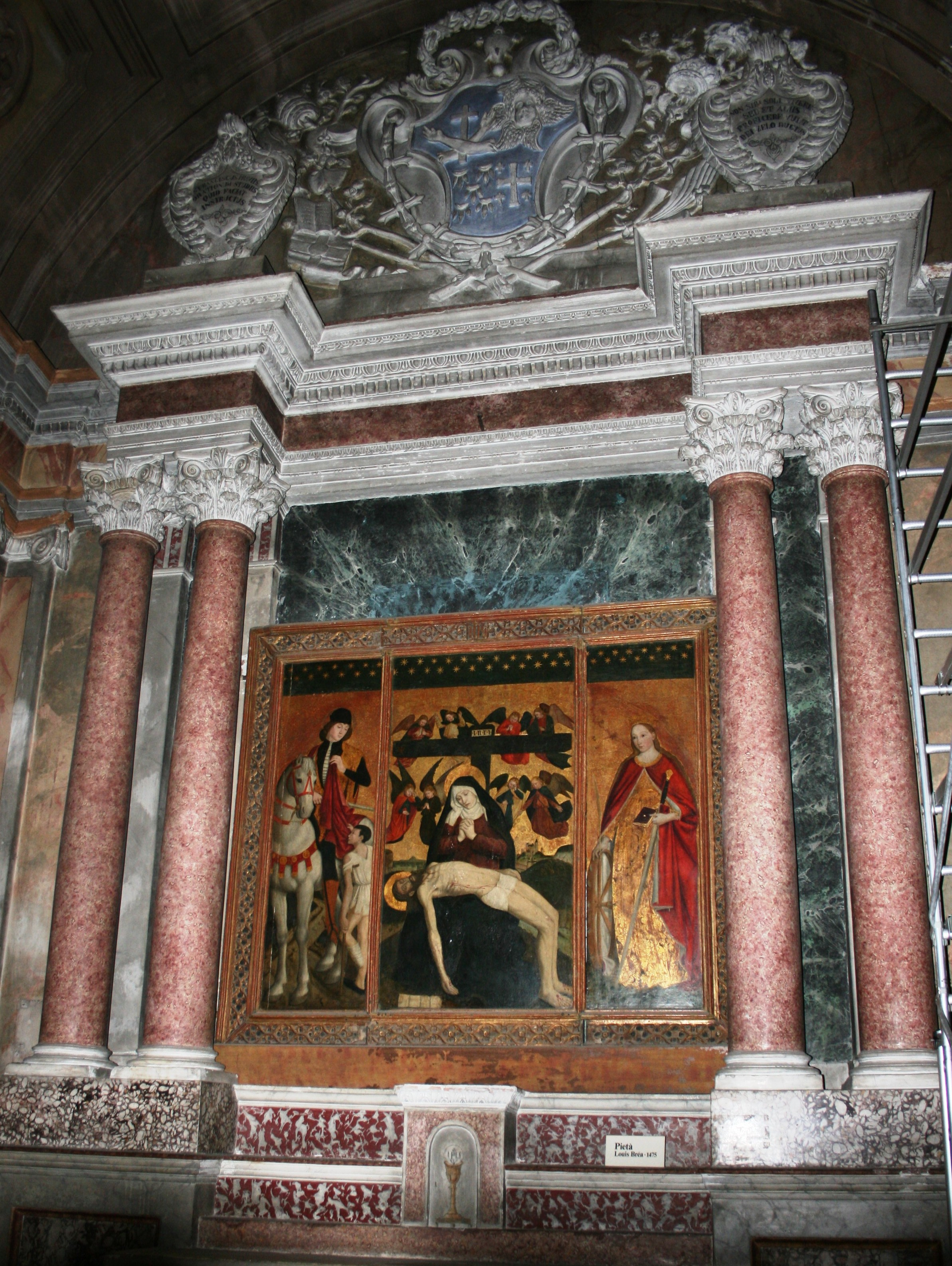
La Piéta de Louis Brea, vers 1475.
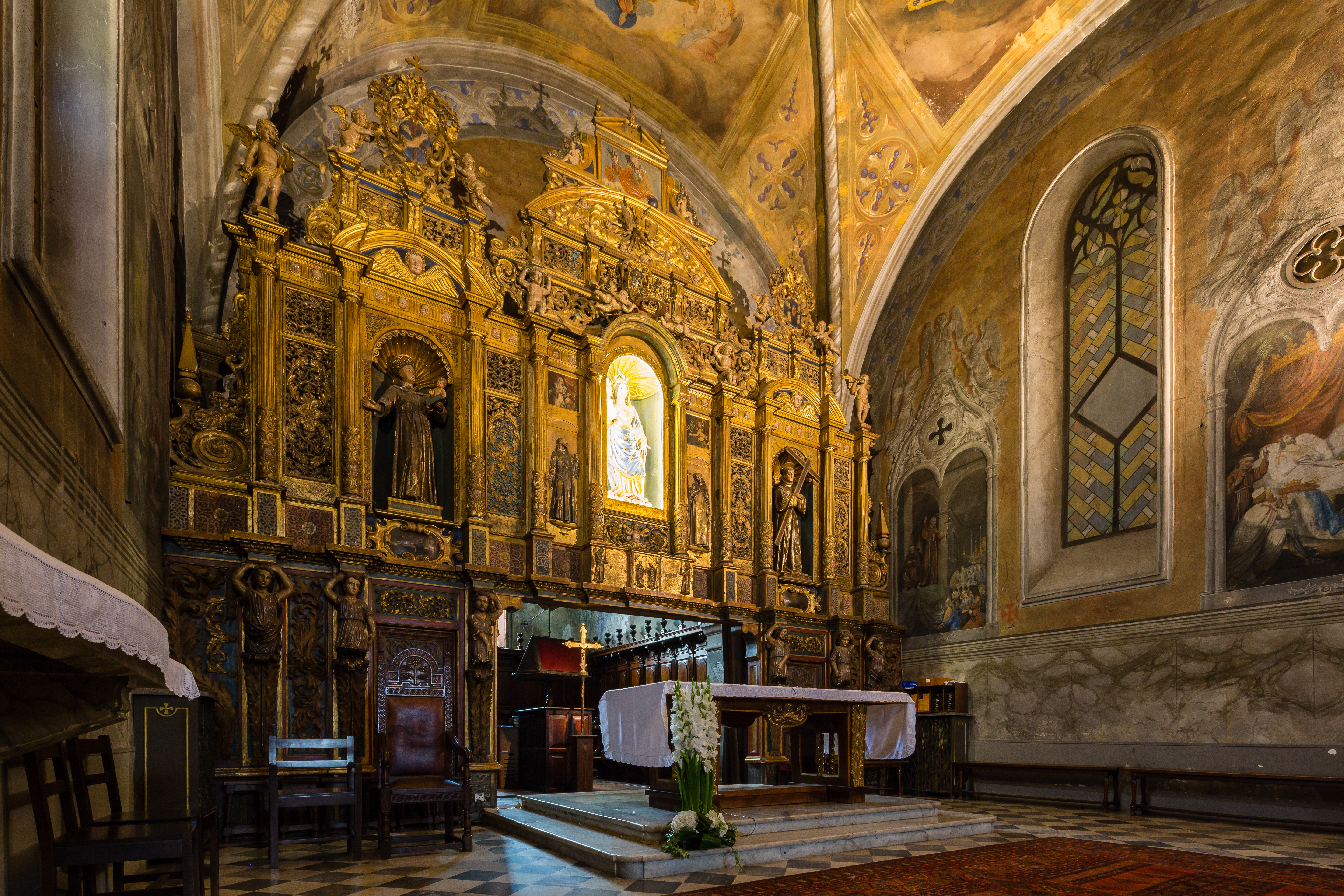
Le chœur de l'église.

## Le cloître
Dans le cadre magnifique qu'offre le cloître du monastère (XVIe siècle), à l'occasion de Nuits Musicales de Nice se tiennent des concerts de musique classique. Ce même cloître est utilisé l'été, par beau temps, pour les messes dominicales.

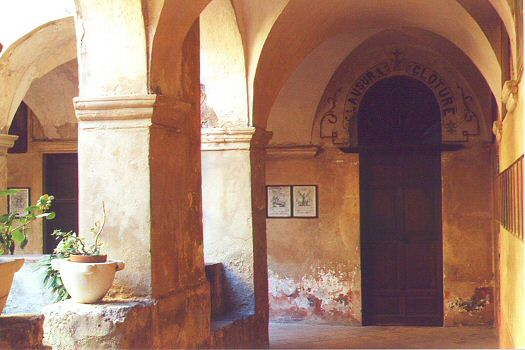
Cloître de Cimiez.
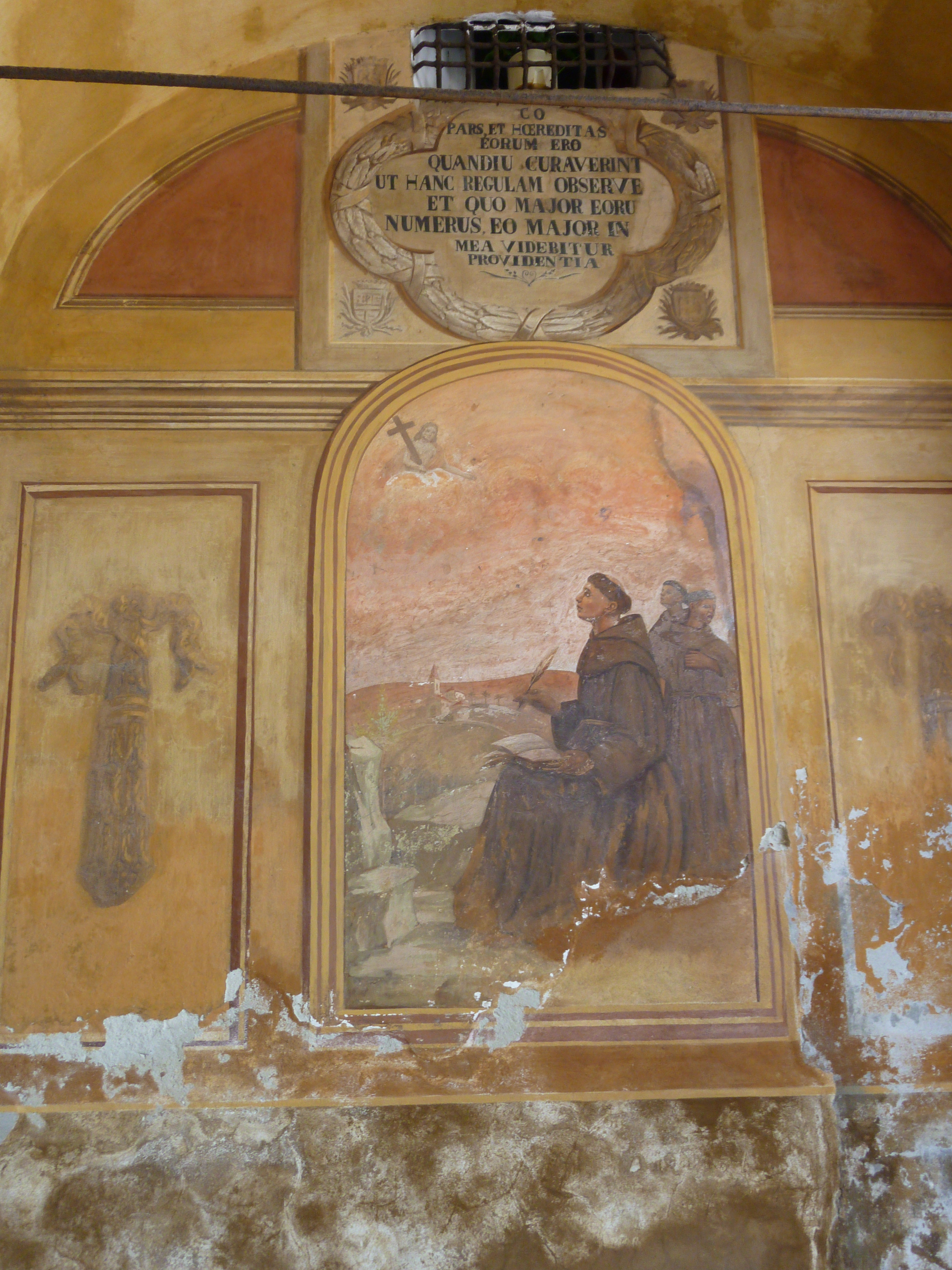
Fresque du monastère.

L'accès à l'église et aux bâtiments conventuels s'effectue par la place du Monastère.

## Les jardins
Le jardin remarquable qui entoure le bâtiment, est l'ancien potager des moines. La salade de mesclun a été inventée par les Pères Franciscains des moines du monastère de Cimiez à Nice
Ils mélangeaient diverses graines entre elles, créant ainsi "lou mesclun". La coutume était d'offrir aux pauvres les plants qu'ils dédoublaient et qu'ils emportaient dans une espourtoula (sorte de panier à anse, en rotin en forme de capeline renversée).

Le jardin du monastère.
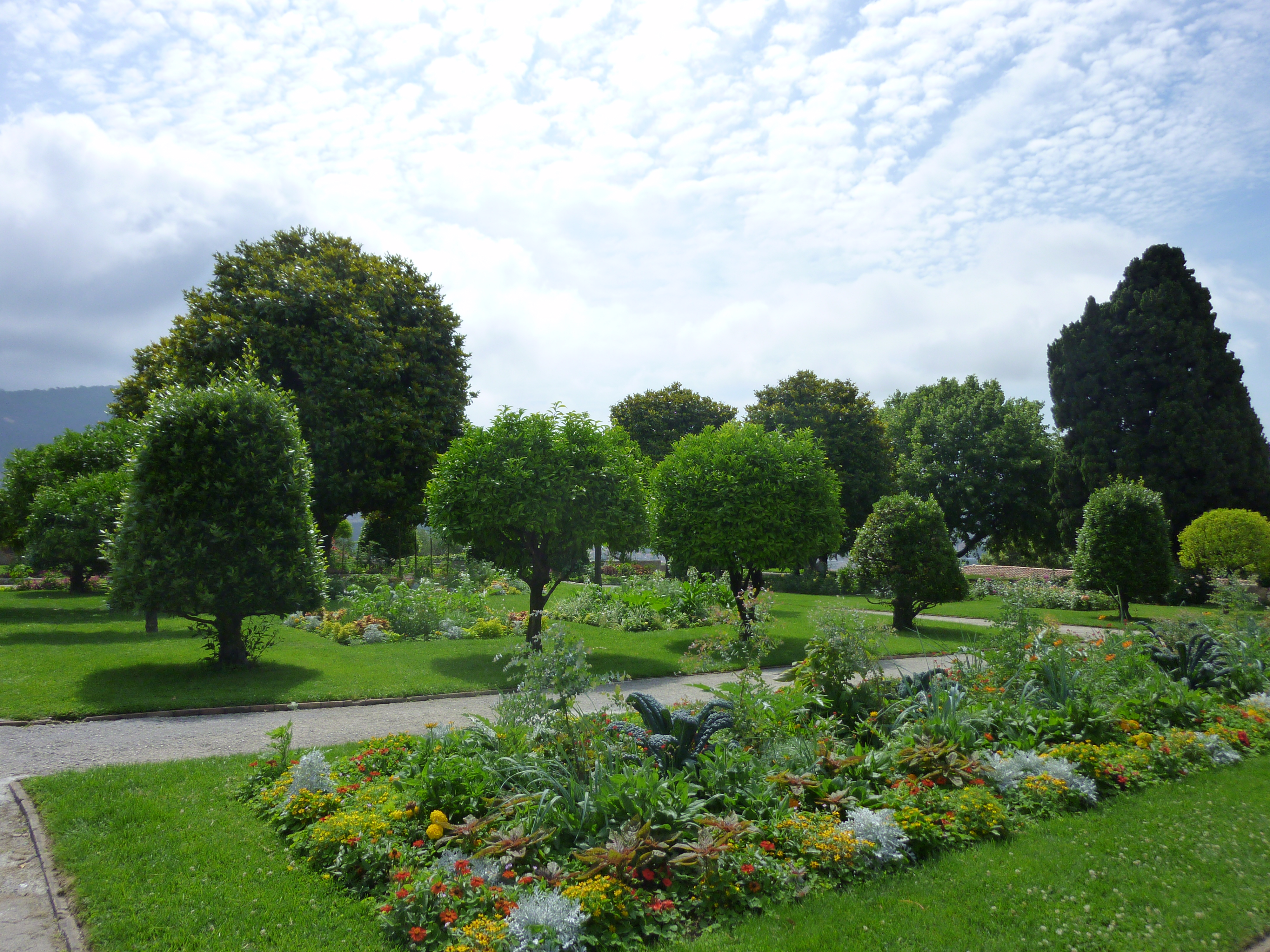
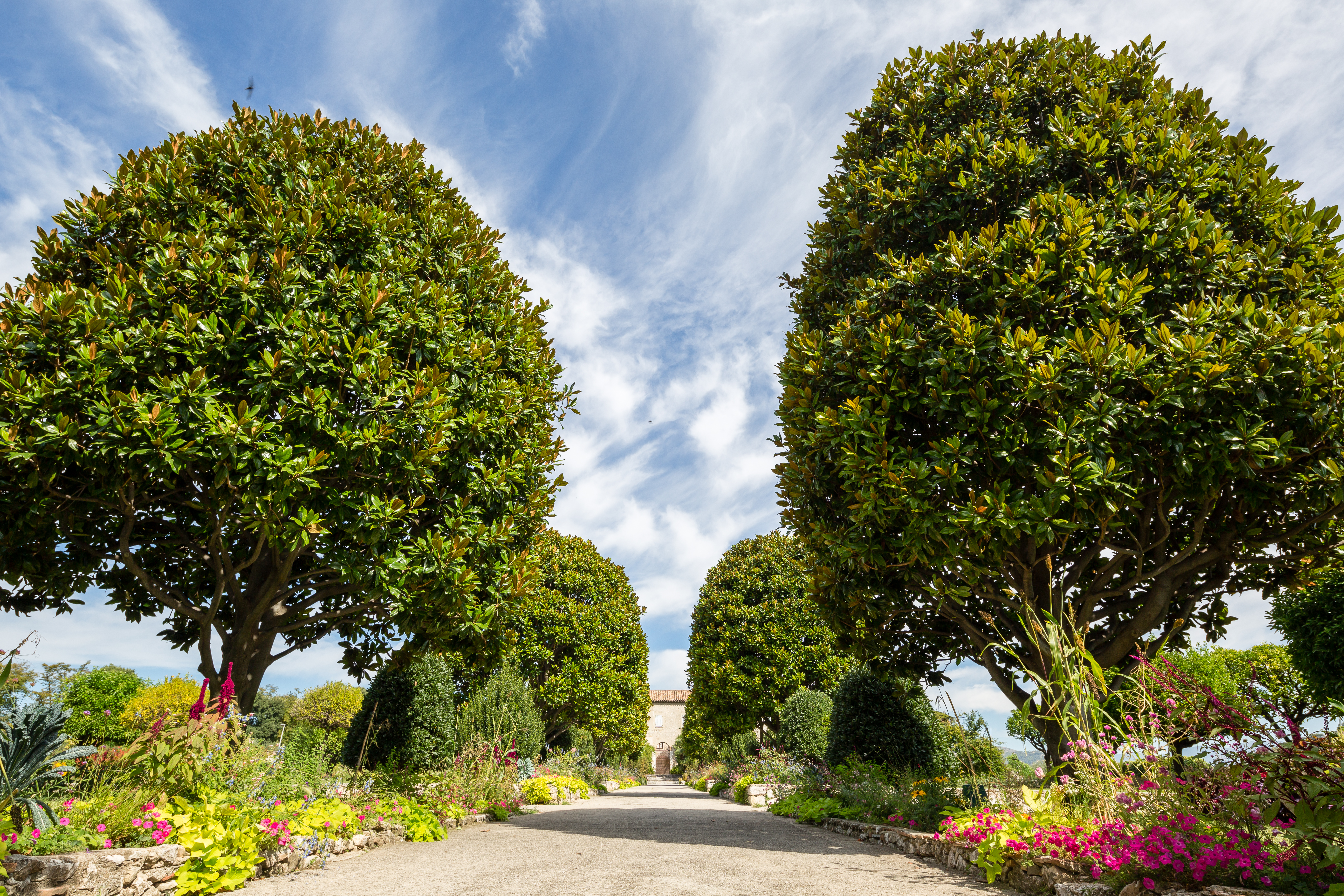
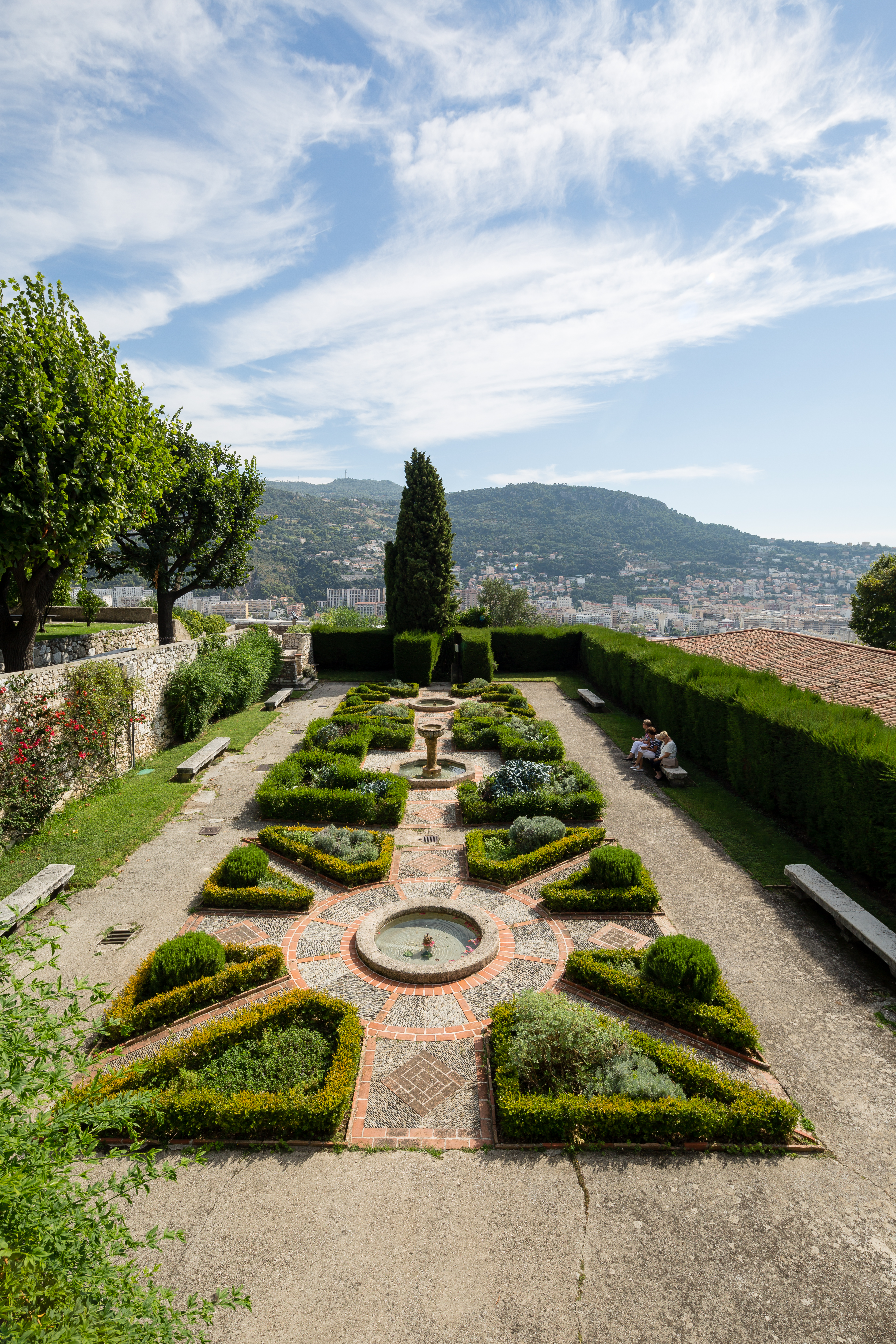
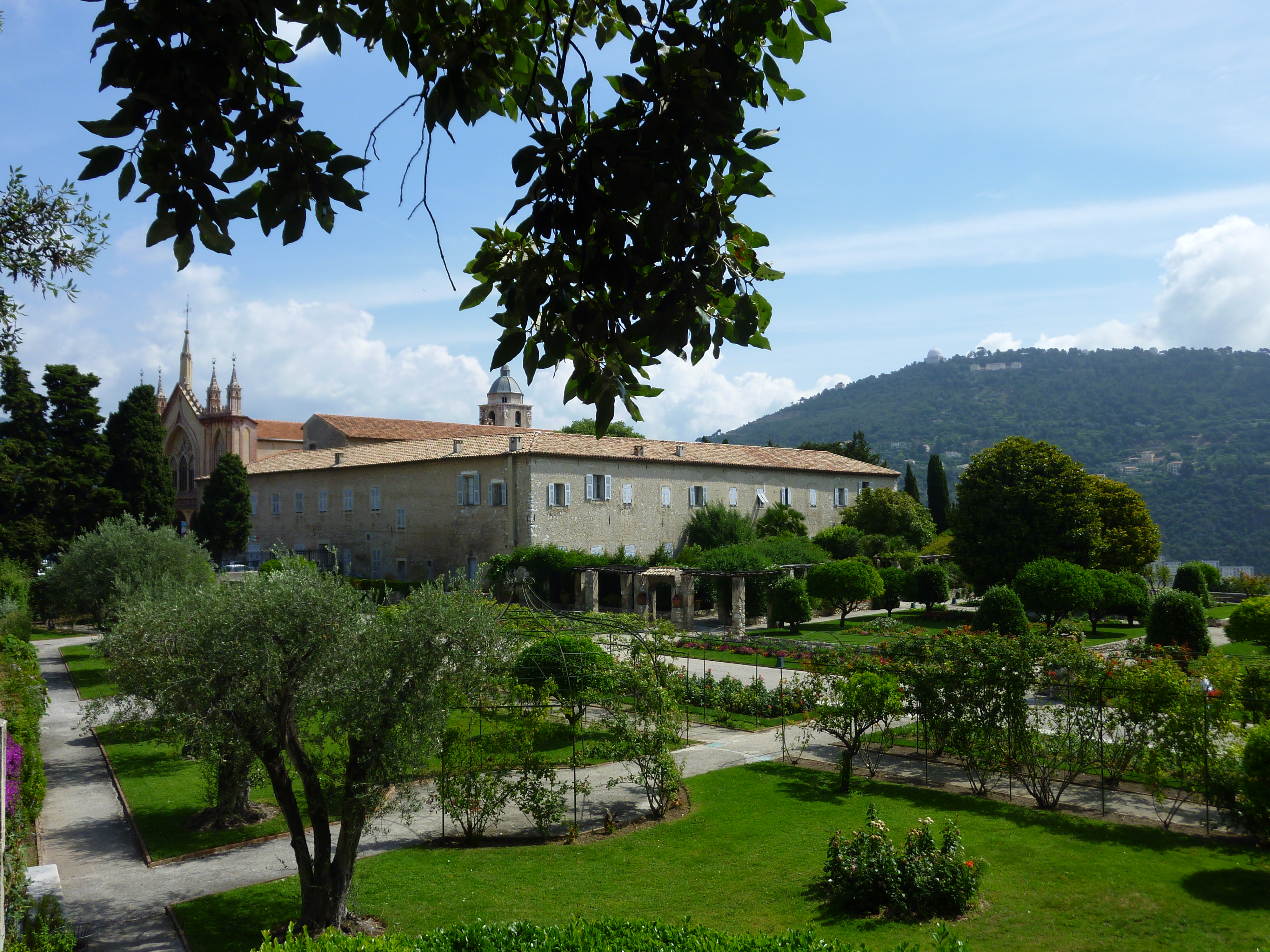

## Le cimetière
Par la place, on accède aussi au cimetière qui jouxte l'église. Les peintres Henri Matisse et Raoul Dufy sont enterrés dans ces lieux, ainsi que Roger Martin du Gard, lauréat du prix Nobel de littérature en 1937.

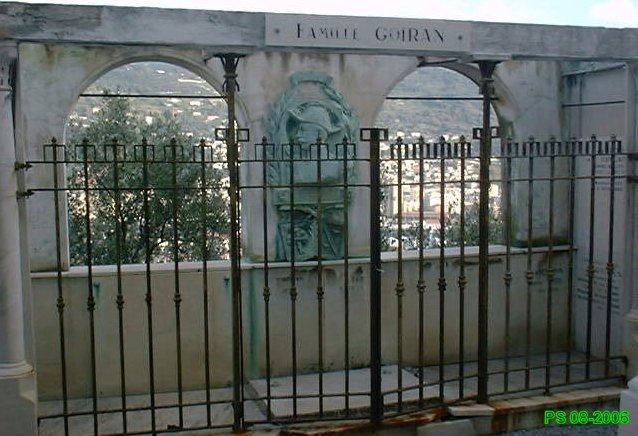
La tombe de la famille Goiran dont le général François Goiran, maire de Nice.
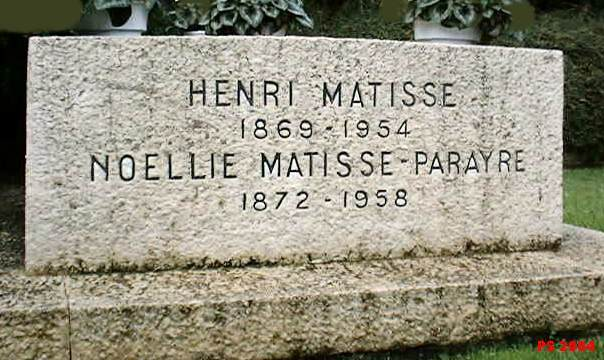
La tombe d'Henri Matisse.
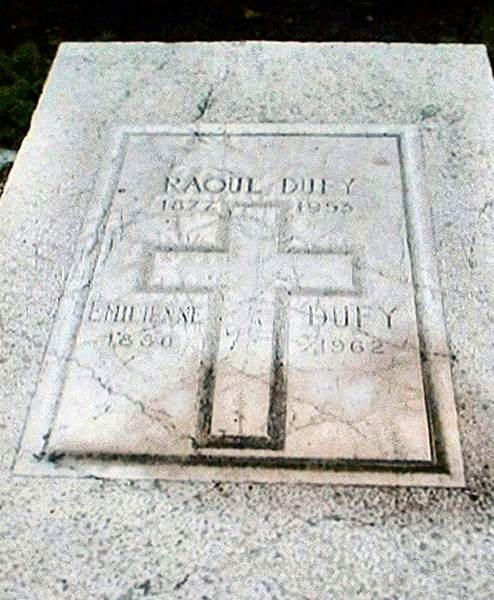
La tombe de Raoul Dufy.
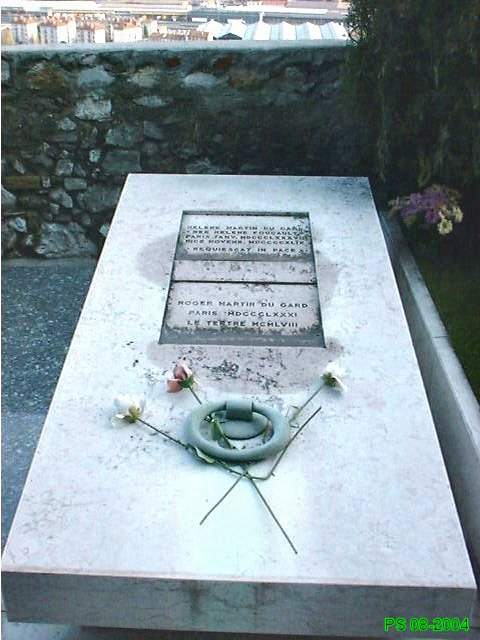
La tombe de Roger Martin du Gard.

## Restauration
Commencée en janvier 2013, en collaboration avec la direction régionale des Affaires culturelles, une grande campagne de restauration des toitures, du cloître et des façades s'achève le 5 février 2014.